# C'est écrit - Sheila, en concert au Cabaret Sauvage 2006 - Enfin disponible
 (mai 2025).
Motif : Où sont les sources secondaires attestant de la notoriété de cet album au regard des critères généraux ou spécifiques?
- Archive Wikiwix
- Bing
- Cairn
- DuckDuckGo
- E. Universalis
- Gallica
- Google
- G. Books
- G. News
- G. Scholar
- Persée
- Qwant
- (zh) Baidu
- (ru) Yandex
- (wd) trouver des œuvres sur Wikidata

| 1. | Préciser le motif de la pose du bandeau. | Précisez le motif de la pose du bandeau en utilisant la syntaxe suivante : {{admissibilité à vérifier\|date=mai 2025\|motif=remplacez ce texte par le motif}}                                                                                    |
| 2. | Informer les utilisateurs concernés.     | Pensez à avertir le créateur de l'article, par exemple, en insérant le code ci-dessous sur sa page de discussion : {{subst:avertissement admissibilité à vérifier\|C'est écrit - Sheila, en concert au Cabaret Sauvage 2006 - Enfin disponible}} |

Albums de Sheila
Sheila en concert à l'Olympia 2002 - Jamais deux sans toi
(2002) Solide
(2012)
C'est écrit - Sheila, en concert au Cabaret Sauvage 2006 - Enfin disponible est un album live de Sheila correspondant au spectacle Enfin disponible, enregistré au Cabaret Sauvage et sorti le 21 janvier 2008.

## Liste des titres
1. Donne-moi ta main
2. Pendant les vacances
3. C'est écrit
4. Trinidad
5. Bang bang
6. Laisse toi rêver
7. Les Rois Mages
8. Sous le regard des filles
9. L'écuyère
10. Pilote sur les ondes[1]
11. Medley Top à Sheila (Patrick mon chéri - Personne d'autre que toi - Le prince en exil - Ne fais pas tanguer le bateau - Les gondoles à Venise)
12. L'amour qui brûle en moi
13. On sait pas s'aimer
14. La voiture
15. Move it
16. Sunshine week-end
17. No no no no
18. Spacer
19. Je serai toujours là
20. L'amour pour seule prière

## Crédits

### Le spectacle

#### Production du spectacle
- Titre : Enfin disponible
- Représentations du 19 décembre au 28 décembre 2006 au Cabaret Sauvage à Paris, puis en tournée.
- Mise en scène : Yves Martin
- Chorégraphie :
- Costumes :
- Décors :
- Lumières :
- Régisseur du spectacle :
- Producteur du spectacle: Yves Martin

### L’album
- Réalisation : Christophe Alaphilippe.
- Assistant de réalisation : Katia Brayard.
- Mixage : Christophe Alaphilippe et Yves Martin.
- Assistant de mixage : Cyril Bratyna.

## Production
- Album original :
  - CD  Warner Music 2529227, date de sortie : 2008.
  - Édition Collector Artist Box Warner Music 2529326, Édition Limitée numérotée, inclus le concert en DVD et CD accompagné de nombreux bonus présentés dans un packaging Digibook luxe. Incluant également un livre de photos inédites (68 pages), un fac-similé du Billet et du Pass du concert 2006, et un 45 tours vinyle collector incluant en face A le titre L'amour pour seule prière, date de sortie : 2008.
- Réédition de l'album :
  - Édition en CD  Warner 0190295794019, inclus dans Le Coffret essentiel Vol. 2 (Les Années New Chance). date de sortie : 2017

- Photographies : Christophe Boulmé.

## Autour du spectacle
Captation vidéo réalisée au Cabaret Sauvage le 22 décembre 2006.
La vidéo de ce spectacle est sortie en : DVD Warner Music 5144252925, date de sortie : 2008.

## Classement
| Pays                | Meilleure position |
| ------------------- | ------------------ |
| Belgique (Ultratop) | 64                 |
| France (SNEP)       | 56                 |